# Grand Prix Węgier 1996
Wyniki Grand Prix Węgier na Hungaroring 11 sierpnia 1996

## Wyniki

### Kwalifikacje
| P  | Nr | Kierowca              | Konstruktor(-silnik) | Opony | Czas     | Odstęp   | Strata   |
| -- | -- | --------------------- | -------------------- | ----- | -------- | -------- | -------- |
| 1  | 1  | Michael Schumacher    | Ferrari              | G     | 1:17.129 | -        | -        |
| 2  | 5  | Damon Hill            | Williams-Renault     | G     | 1:17.182 | 0:00.053 | 0:00.053 |
| 3  | 6  | Jacques Villeneuve    | Williams-Renault     | G     | 1:17.259 | 0:00.077 | 0:00.130 |
| 4  | 2  | Eddie Irvine          | Ferrari              | G     | 1:18.617 | 0:01.358 | 0:01.488 |
| 5  | 3  | Jean Alesi            | Benetton-Renault     | G     | 1:18.754 | 0:00.137 | 0:01.625 |
| 6  | 4  | Gerhard Berger        | Benetton-Renault     | G     | 1:18.794 | 0:00.040 | 0:01.665 |
| 7  | 7  | Mika Häkkinen         | McLaren-Mercedes     | G     | 1:19.116 | 0:00.322 | 0:01.987 |
| 8  | 14 | Johnny Herbert        | Sauber-Ford          | G     | 1:19.292 | 0:00.176 | 0:02.163 |
| 9  | 8  | David Coulthard       | McLaren-Mercedes     | G     | 1:19.384 | 0:00.092 | 0:02.255 |
| 10 | 15 | Heinz-Harald Frentzen | Sauber-Ford          | G     | 1:19.436 | 0:00.052 | 0:02.307 |
| 11 | 9  | Olivier Panis         | Ligier-Mugen-Honda   | G     | 1:19.538 | 0:00.102 | 0:02.409 |
| 12 | 12 | Martin Brundle        | Jordan-Peugeot       | G     | 1:19.828 | 0:00.290 | 0:02.699 |
| 13 | 11 | Rubens Barrichello    | Jordan-Peugeot       | G     | 1:19.966 | 0:00.138 | 0:02.837 |
| 14 | 18 | Ukyō Katayama         | Tyrrell-Yamaha       | G     | 1:20.499 | 0:00.533 | 0:03.370 |
| 15 | 10 | Pedro Diniz           | Ligier-Mugen-Honda   | G     | 1:20.665 | 0:00.166 | 0:03.536 |
| 16 | 19 | Mika Salo             | Tyrrell-Yamaha       | G     | 1:20.678 | 0:00.013 | 0:03.549 |
| 17 | 17 | Jos Verstappen        | Footwork-Hart        | G     | 1:20.781 | 0:00.103 | 0:03.652 |
| 18 | 16 | Ricardo Rosset        | Footwork-Hart        | G     | 1:21.590 | 0:00.809 | 0:04.461 |
| 19 | 20 | Pedro Lamy            | Minardi-Ford         | G     | 1:21.713 | 0:00.123 | 0:04.584 |
| 20 | 21 | Giovanni Lavaggi      | Minardi-Ford         | G     | 1:22.468 | 0:00.755 | 0:05.339 |
| P  | Nr | Kierowca              | Konstruktor(-silnik) | Opony | Czas     | Odstęp   | Strata   |

### Wyścig
| P                 | + / –     | Nr | Kierowca              | Konstruktor        | Opony | Okr. | Czas / Strata | Komentarz         |
| ----------------- | --------- | -- | --------------------- | ------------------ | ----- | ---- | ------------- | ----------------- |
| 1                 | 2         | 6  | Jacques Villeneuve    | Williams-Renault   | G     | 77   | 1h46:21.134   |                   |
| 2                 | Bez zmian | 5  | Damon Hill            | Williams-Renault   | G     | 77   | +0:00.771     |                   |
| 3                 | 2         | 3  | Jean Alesi            | Benetton-Renault   | G     | 77   | +1:24.212     |                   |
| 4                 | 3         | 7  | Mika Häkkinen         | McLaren-Mercedes   | G     | 76   | +1 okr.       |                   |
| 5                 | 6         | 9  | Olivier Panis         | Ligier-Mugen-Honda | G     | 76   | +1 okr.       |                   |
| 6                 | 7         | 11 | Rubens Barrichello    | Jordan-Peugeot     | G     | 75   | +2 okr.       |                   |
| 7                 | 7         | 18 | Ukyō Katayama         | Tyrrell-Yamaha     | G     | 74   | +3 okr.       |                   |
| 8                 | 10        | 16 | Ricardo Rosset        | Footwork-Hart      | G     | 74   | +3 okr.       |                   |
| 9                 | 8         | 1  | Michael Schumacher    | Ferrari            | G     | 70   | +7 okr.       | przepustnica      |
| 10                | 10        | 21 | Giovanni Lavaggi      | Minardi-Ford       | G     | 69   | +8 okr.       | poślizg           |
| Niesklasyfikowani |           |    |                       |                    |       |      |               |                   |
|                   |           | 4  | Gerhard Berger        | Benetton-Renault   | G     | 64   |               | silnik            |
|                   |           | 15 | Heinz-Harald Frentzen | Sauber-Ford        | G     | 50   |               | elektryka         |
|                   |           | 14 | Johnny Herbert        | Sauber-Ford        | G     | 35   |               | silnik            |
|                   |           | 2  | Eddie Irvine          | Ferrari            | G     | 31   |               | skrzynia biegów   |
|                   |           | 20 | Pedro Lamy            | Minardi-Ford       | G     | 24   |               | zawieszenie       |
|                   |           | 8  | David Coulthard       | McLaren-Mercedes   | G     | 23   |               | silnik            |
|                   |           | 17 | Jos Verstappen        | Footwork-Hart      | G     | 10   |               | poślizg           |
|                   |           | 12 | Martin Brundle        | Jordan-Peugeot     | G     | 5    |               | wypadek           |
|                   |           | 10 | Pedro Diniz           | Ligier-Mugen-Honda | G     | 1    |               | kolizja z Salo    |
|                   |           | 19 | Mika Salo             | Tyrrell-Yamaha     | G     | 0    |               | kolizja z Dinizem |
| P                 | + / –     | Nr | Kierowca              | Konstruktor        | Opony | Okr. | Czas / Strata | Komentarz         |

### Najszybsze okrążenie
| Nr | Kierowca   | Konstruktor      | Opony | Czas     | Okr. |
| -- | ---------- | ---------------- | ----- | -------- | ---- |
| 5  | Damon Hill | Williams-Renault | G     | 1:20.093 | 67   |